# Jonathan Rubio
Jonathan Josué Rubio Toro (sinh ngày 21 tháng 10 năm 1996) là một cầu thủ bóng đá người Honduras thi đấu ở vị trí tiền đạo cho câu lạc bộ Tây Ban Nha Arandina CF.